# USM Blida
El USM Blida es un equipo de fútbol de Argelia que milita en el Championnat National de Deuxième Division, la segunda liga de fútbol más importante del país.

## Historia
Fue fundado el 16 de junio de 1932 en la ciudad de Blida y es uno de los equipos de fútbol más viejos de Argelia y su primer presidente fue Hamid Kassoul.
Es el club de fútbol más popular del área de Blida y su importancia creció con la independencia de Argelia, ya que anteriormente formaba parte de la estructura del fútbol francés en sus inicios, inclusuve formando parte de la Liga Amateur de Francia, y lograron el ascenso a la máxima categoría de Argelia en la temporada 1946/47.
Nunca han ganado el Championnat National de Première Division, siendo lo más cercano a ello el subcampeonato en la temporada 2003, y no juegan en el máximo nivel de Argelia desde la temporada 2010/11. Tampoco han ganado la Copa de Argelia, en la cual jugaron una final en 1996.
A nivel internacional han participado en la Liga de Campeones Árabe en 2 ocasiones, en las cuales no han podido superar la primera ronda.

## Palmarés
- Championnat National de Deuxième Division: 3

1971, 1991, 2015
- Copa de Argelia: 0
  - Finalista: 1

1996

## Participación en competiciones de la UAFA
- Liga de Campeones Árabe: 2 apariciones

1996 - Primera ronda
2003/04 - Primera ronda

## Jugadores

### Jugadores destacados
- Rafa Saâdane
- Wuiswell Isea
- Lounés Gaouaoui

## Entrenadores
| - Mohamed Imchaoudene (1932-¿?) - Khelifa (1945-1953) - Smaïl Khabatou (1953-1956) - Smaïl Khabatou (1962-1966) - Smaïl Khabatou (1976-1977) - Younès Ifticen (200?-2003) - Dan Anghelescu (2003-2004) - Bouarata Rachid (2004) - Dan Anghelescu (2004-2005) - Nacer Akli (2005) - Rubym (2005) - Fouad Bouali (2005-2006) - Kamel Mouassa (2005-2007) - Kamel Zane (2007) - Younès Ifticen (2007-2008) - Abdelkader Amrani (2008) - Hocine Abdelaziz (2008) - Saïd Hammouche (2008-2009) - El Hadi Khezzar (2009) - Manuel Fernández (2009) | - Kamel Mouassa (2009-2010) - Mokhtar Assa (2010) - Abdelkader Iaïche (2010-2011) - Younès Ifticen (2011) - Abdelkrim Latrèche (2011) - Salim Menad (2011) - Rezki Amrouche (2011-2012) - Salim Menad (2012) - Nacer Akli (2012) - Salim Menad (2012-2013) - Kamel Bouhalal (2013) - Younès Ifticen (2013) - Mohamed Benchouia (2013-2014) - Kamel Mouassa (2014-) |